# Shelden Williams
Shelden DeMar Williams nasceu no dia 21 de Outubro de 1983 na cidade de Oklahoma City, Oklahoma. É um jogador profissional de basquetebol norte-americano que atualmente joga pelo Tianjin Ronggang da Chinese Basketball Association

## Carreira
Williams comecou sua história no basquetebol na universidade de Duke e logo foi para a NBA Draft de 2006, ele foi sorteado pelo Atlanta Hawks aonde atuou por duas temporadas, depois de pouco sucesso Williams foi acertado para jogar no Sacramento Kings aonde ficou por uma temporada, o jogador tambem atuou ao lado da estrela hoje nos Los Angeles Lakers, Ron Artest. Após ser um dos jogadores dispensados da lista da equipe, Williams foi contratado rapidamente pelo Boston Celtics aonde jogou por uma temporada.